# 741

## Събития
- Пипин III се жени за Бертрада от Лаон.

## Починали
- Лъв III, византийски император
- 22 октомври – Карл Мартел, франкски майордом
- 29 ноември – Григорий III, римски папа